# Untitled Unmastered
Jeżeli edytujesz kod źródłowy, to aby uzyskać taki efekt: teoria, elektronem, Witolda Gombrowicza – twórz linki według składni: [[teoria]], [[elektron]]em, [[Witold Gombrowicz|Witolda Gombrowicza]].

"Untitled Unmastered" (stylizowane jako untitled unmastered.) to album kompilacyjny amerykańskiego rapera Kendricka Lamara.

## Historia
Został wydany 4 marca 2016 roku przez wytwórnie Top Dawg Entertainment, Aftermath Entertainment oraz Interscope Records. Album zawiera wcześniej niepublikowane dema, które powstały podczas nagrań do albumu To Pimp a Butterfly (2015). Kontynuuje on tematykę polityczną i filozoficzną tamtego wydawnictwa, a także eksperymenty muzyczne z gatunkami takimi jak free jazz, soul, muzyka awangardowa i funk. Płyta spotkała się z entuzjastycznym przyjęciem krytyków i zadebiutowała na szczycie amerykańskiej listy Billboard 200

W grudniu 2014 roku, przygotowując się do premiery swojego trzeciego albumu To Pimp a Butterfly (2015), Kendrick Lamar wykonał niezatytułowany, niewydany wcześniej utwór jako gość muzyczny w programie The Colbert Report. W styczniu 2016 roku zaprezentował kolejny niezatytułowany utwór w The Tonight Show Starring Jimmy Fallon. Po entuzjastycznie przyjętym występie na gali Grammy w 2016 roku, podczas którego wykorzystał fragment kolejnego nowego, niezatytułowanego utworu, Lamar ujawnił istnienie zbioru nagrań, które nie trafiły na To Pimp a Butterfly:
„Mam całą komorę materiału z sesji do tego albumu, który bardzo kochałem, ale przez problemy z wyczyszczeniem sampli lub tak prozaiczne rzeczy jak terminy, nie mogły znaleźć się na płycie”.
Po sugestiach o możliwej nowej premierze ze strony wytwórni Top Dawg Entertainment oraz po publicznej prośbie koszykarza LeBrona Jamesa skierowanej do szefa TDE, Anthony’ego Tiffitha, o udostępnienie tych utworów, album Untitled Unmastered pojawił się 4 marca 2016 roku na platformie Spotify. Zawierał osiem niezatytułowanych utworów, ale początkowo nie miał oficjalnej daty wydania. Tego samego dnia projekt został oficjalnie udostępniony w sklepie iTunes.
Album trwa 34 minuty i składa się z ośmiu niezatytułowanych utworów, z których każdy jest oznaczony datą — wskazującą moment ich powstania w latach 2013–2016. Tego samego dnia Lamar potwierdził, że są to niedokończone dema z sesji do To Pimp a Butterfly. W wywiadzie dla magazynu Spin wokalistka Anna Wise przyznała, że wiedziała o istnieniu tej kompilacji od pewnego czasu, ale została poproszona o zachowanie tego w tajemnicy do momentu premiery.
Untitled Unmastered trafił do sprzedaży cyfrowej i na platformy streamingowe 4 marca 2016 roku. Fizyczna wersja CD z oznaczeniem "explicit" ukazała się 11 marca, a wersja ocenzurowana — 18 marca. Z kolei 23 marca 2016 roku utwór „untitled 07 | levitate” został wydany osobno jako jedyny singiel z albumu..